# Szubin (gromada)
Szubin – dawna gromada, czyli najmniejsza jednostka podziału terytorialnego Polskiej Rzeczypospolitej Ludowej w latach 1954–1972.

## Historia
Gromady, z gromadzkimi radami narodowymi (GRN) jako organami władzy najniższego stopnia na wsi, funkcjonowały od reformy reorganizującej administrację wiejską przeprowadzonej jesienią 1954 do momentu ich zniesienia z dniem 1 stycznia 1973, tym samym wypierając organizację gminną w latach 1954–1972.
Gromadę Szubin z siedzibą GRN w mieście Szubinie (nie wchodzącym w jej skład) utworzono – jako jedną z 8759 gromad na obszarze Polski – w powiecie szubińskim w woj. bydgoskim, na mocy uchwały nr 24/13 WRN w Bydgoszczy z dnia 5 października 1954. W skład jednostki weszły obszary dotychczasowych gromad: Smolniki i Szubin Wieś ze zniesionej gminy Chomętowo, Grzeczna Panna, Łachowo i Pińsko ze zniesionej gminy Samoklęski Małe oraz Wolwark ze zniesionej gminy Królikowo w tymże powiecie. Dla gromady ustalono 23 członków gromadzkiej rady narodowej.
1 stycznia 1959 do gromady Szubin włączono wieś Kowalewo ze zniesionej gromady Wąsosz w tymże powiecie.
31 grudnia 1959 do gromady Szubin włączono wsie Kornelin i Drogosław oraz miejscowości Jaktórka i Aleksandrowo ze zniesionej gromady Władysławowo, a także wieś Słonawy i miejscowość Słonawki ze zniesionej gromady Zalesie, w tymże powiecie.
1 stycznia 1969 do gromady Szubin włączono grunty rolne o powierzchni ogólnej 1.266,93 ha z miasta Szubina w tymże powiecie.
1 stycznia 1972 do gromady Szubin włączono wieś Zazdrość z gromady Rynarzewo oraz sołectwa Chomętowo, Żedowo, Gąbin, Mąkoszyn i Wąsosz ze zniesionej gromady Chomętowo w tymże powiecie.
Gromada przetrwała do końca 1972 roku, czyli do kolejnej reformy gminnej. 1 stycznia 1973 w powiecie szubińskim utworzono gminę Szubin (od 1999 gmina Szubin znajduje się w powiecie nakielskim w woj. kujawsko-pomorskim).